# Microzetes baloghi
Microzetes baloghi är en kvalsterart som först beskrevs av Jeleva 1962.  Microzetes baloghi ingår i släktet Microzetes och familjen Microzetidae. Inga underarter finns listade i Catalogue of Life.